# Iglesia de Santa María (Tordesillas)
La Iglesia de Santa María la Mayor de la Asunción es un templo católico ubicado en la localidad de Tordesillas, Provincia de Valladolid, Castilla y León, España.

## Historia
Se cree que la iglesia se levanta sobre la antigua mezquita de la localidad. Su estructura actual es gótica, pero a finales del XVI se replantea en estilo clasicista emanado de El Escorial. Por tanto, la cabecera y los dos primeros cuerpos de la torre son de estilo gótico, y el resto de estilo escurialense, llegando sus modificaciones hasta el siglo XVIII.
Tras la última restauración del interior del templo se encontraron dos pequeñas capillas en la parte derecha, junto al altar.
En la actualidad es sede de varias cofradías de la Semana Santa de Tordesillas y en ella se guardan varios pasos procesionales, como la Virgen de la Soledad o el Cristo de la Misericordia.

## Descripción
Es la iglesia más grande de la villa, construida en piedra y ladrillo. Tiene una sola nave, dividida en cuatro tramos sobre arcos fajones y pilastras toscanas, que se cubre con bóveda de cañón con lunetos, decorada con yeserías clasicistas. Cuenta con tres portadas, aunque en la actualidad solo se utiliza la principal, situada en la parte derecha de la nave, con una pequeña escultura de La Virgen en piedra. La puerta de la izquierda fue reducida en altura para instalar el órgano barroco del siglo XVIII y la portada que se encontraba a los pies de la iglesia está cegada y en su lugar existe un vano para iluminar el coro bajo.
La torre, de base cuadrada, constituye el punto vigía de Tordesillas debido a su gran altura. Se construyó entre los siglos XVI y XVIII con base gótica y evolución clásica. Durante la invasión napoleónica fue utilizada como base de vigilancia por las tropas españolas.
En la parte superior de la torre se encuentra un reloj, “el reloj suelto”, con alegorías en bronce de las estaciones del año en su mecanismo, que sirve para anunciar en las fiestas en honor de la Virgen de la Peña, patrona de la localidad, el inicio de diferentes festejos.
Tiene un valioso retablo mayor en estilo clasicista trazado por los madrileños Pedro y Juan de la Torre, en 1655, y entallado por José de Arroyo. Preside en el centro la talla de la Asunción, rodeada de angelotes, con camarín al que se puede acceder, posible obra de Juan Rodríguez. Tiene además varios lienzos, algunos firmados.
A los pies de la iglesia se encuentra el coro bajo con sillería de madera noble tallada con jaculatorias a la Virgen.
En una de sus capillas laterales se encuentra la imagen de una de las patronas de la localidad, la Virgen de la Guía, durante la mitad del año en la que la iglesia es sede parroquial de la villa.

## Galería de imágenes

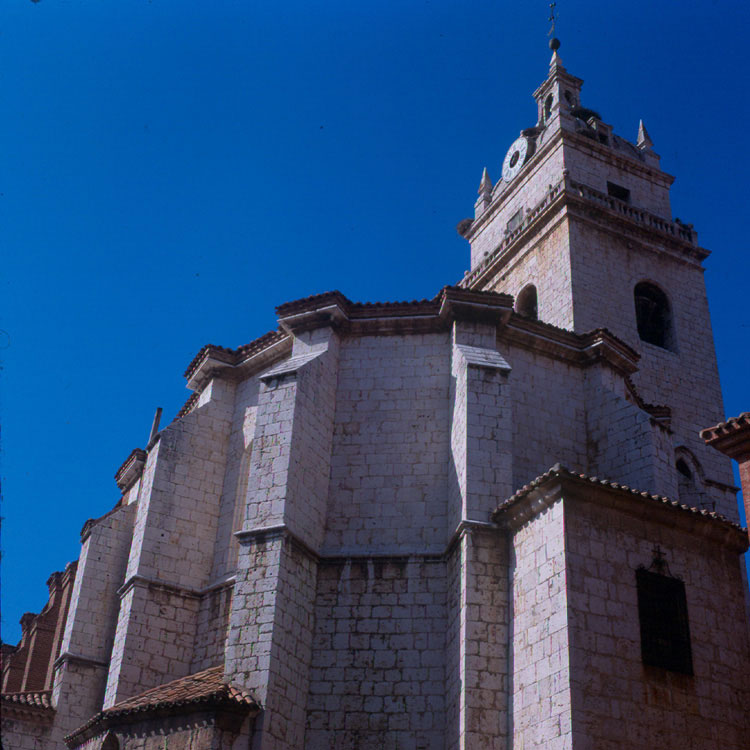
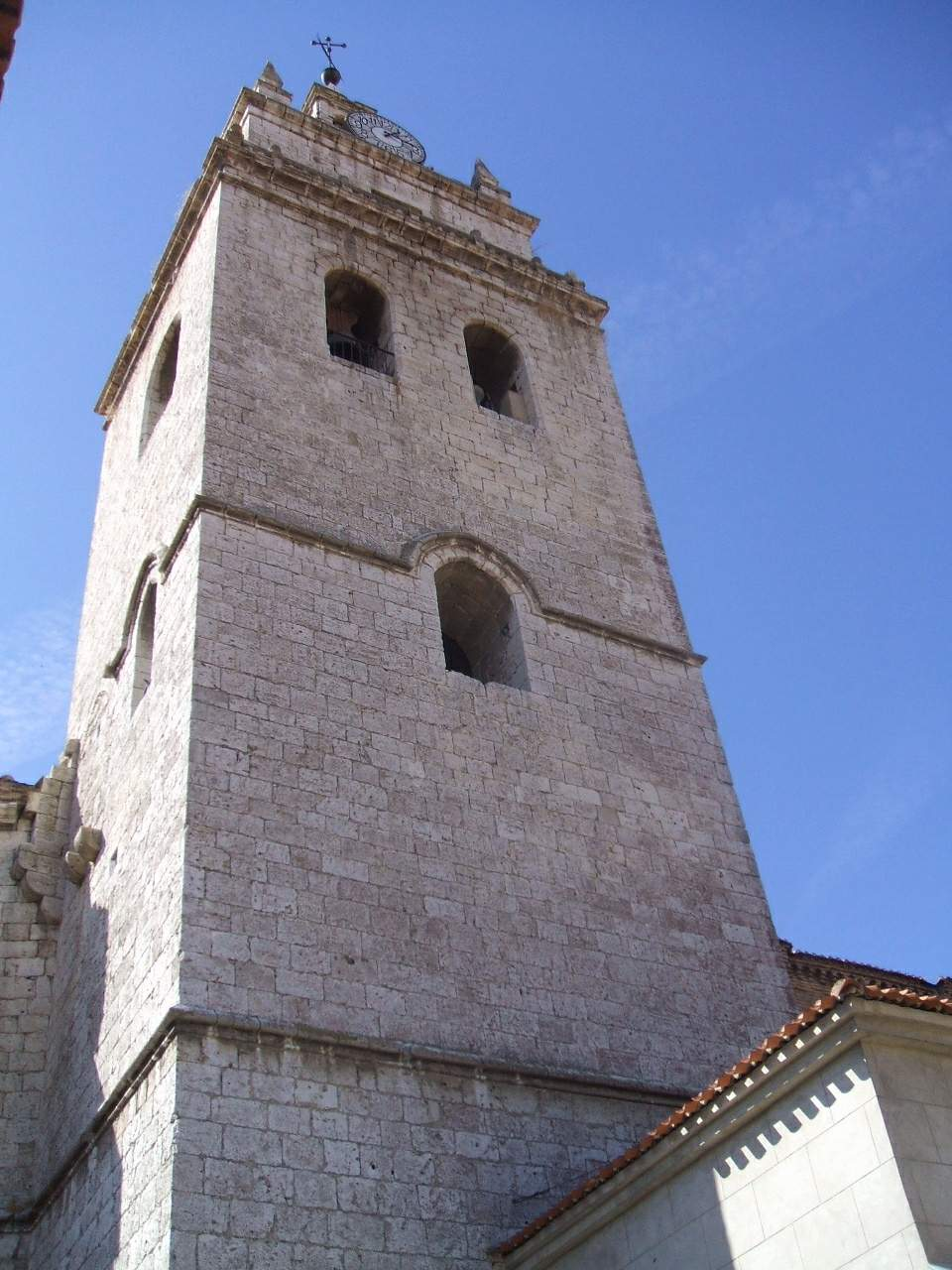
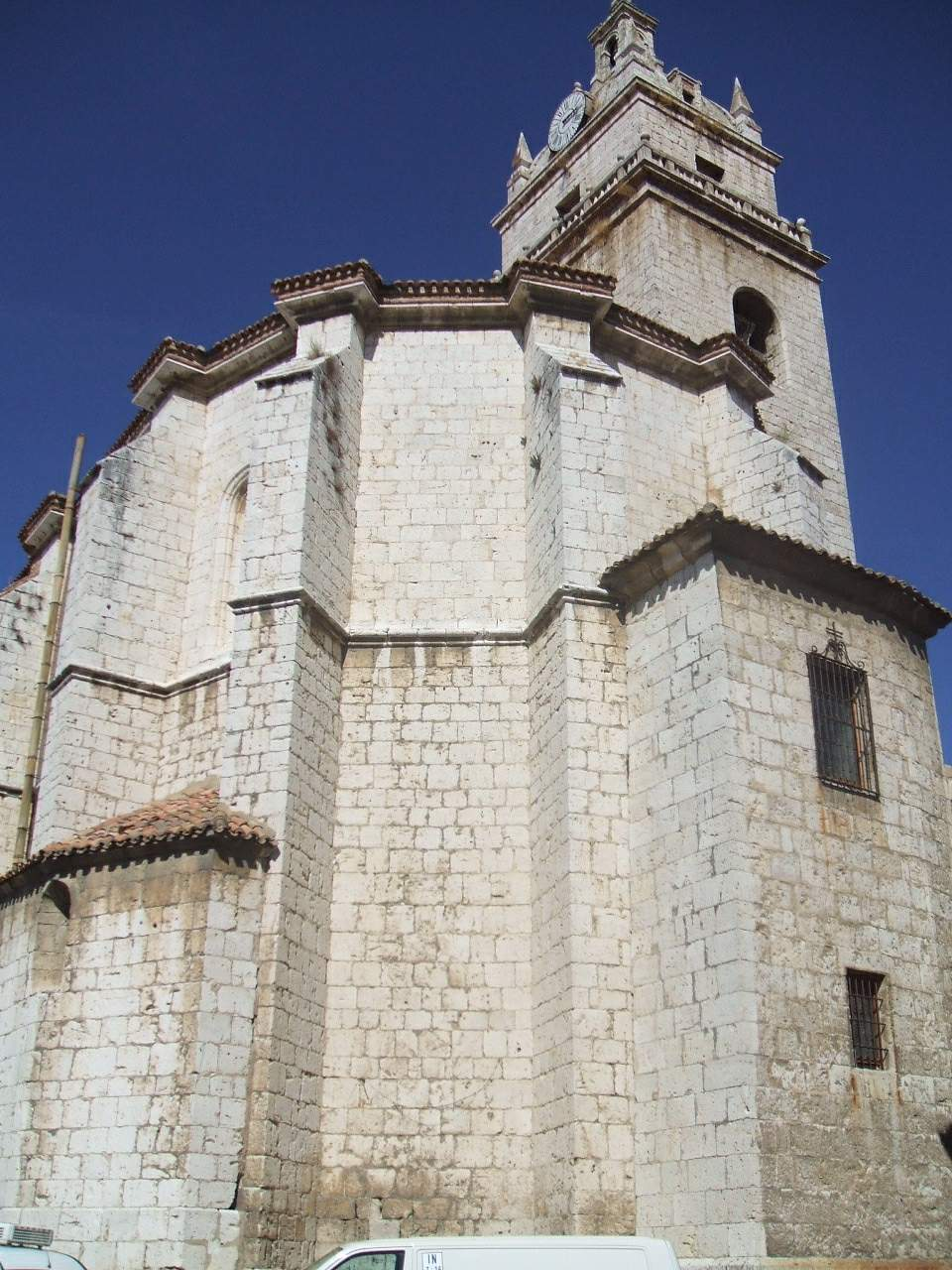
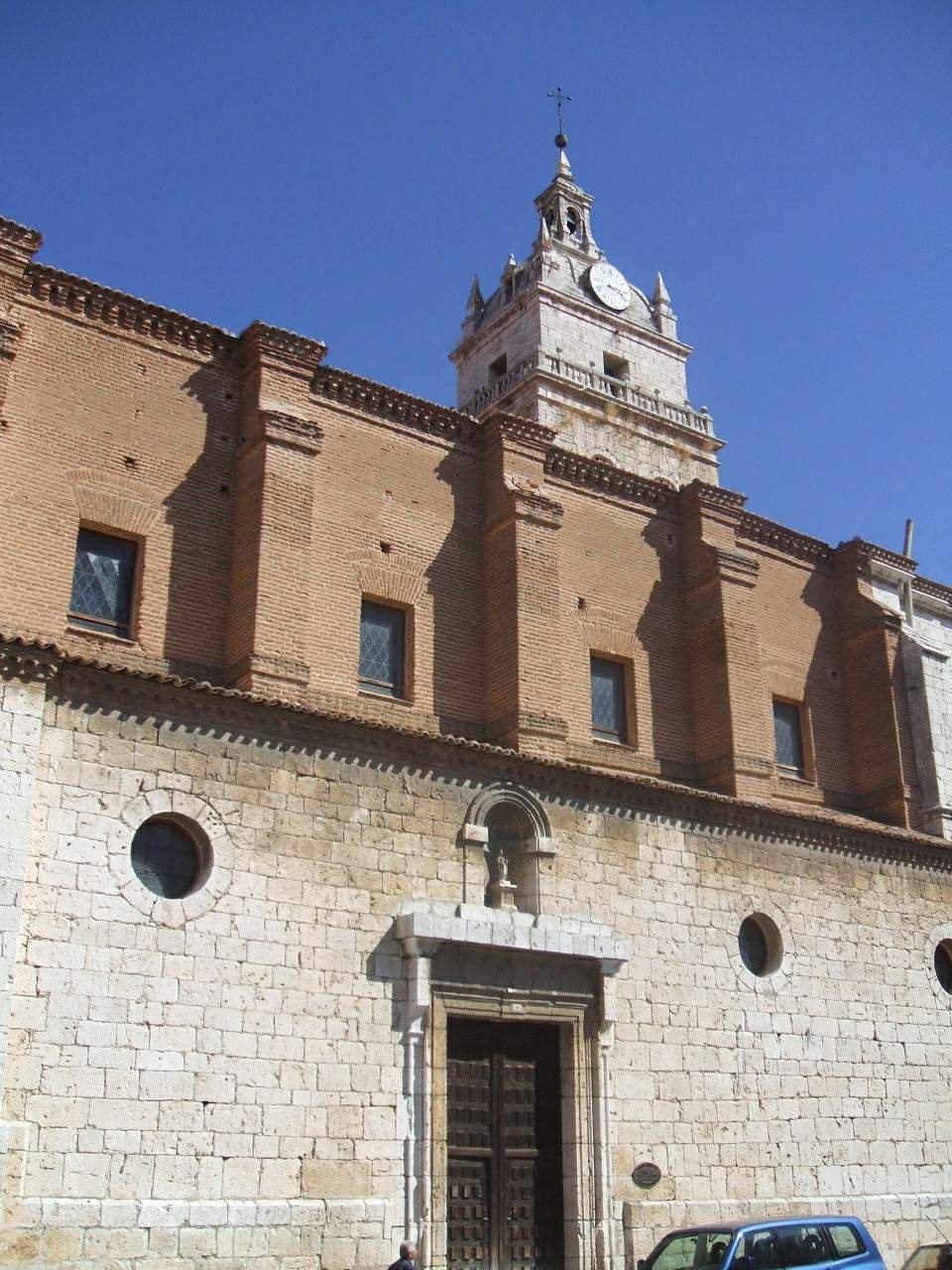
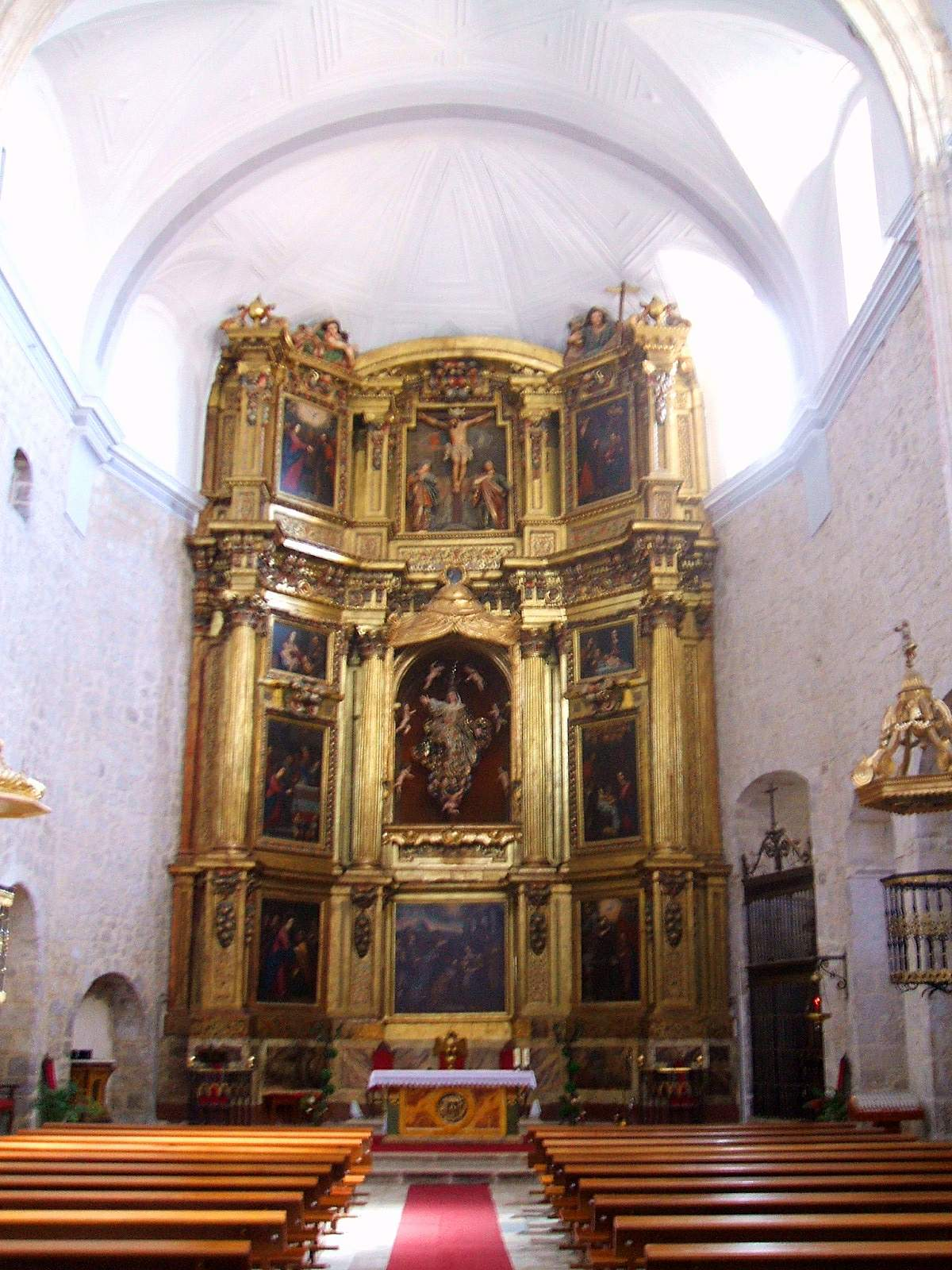